# Galtonbrett

Modell eines Galtonbretts

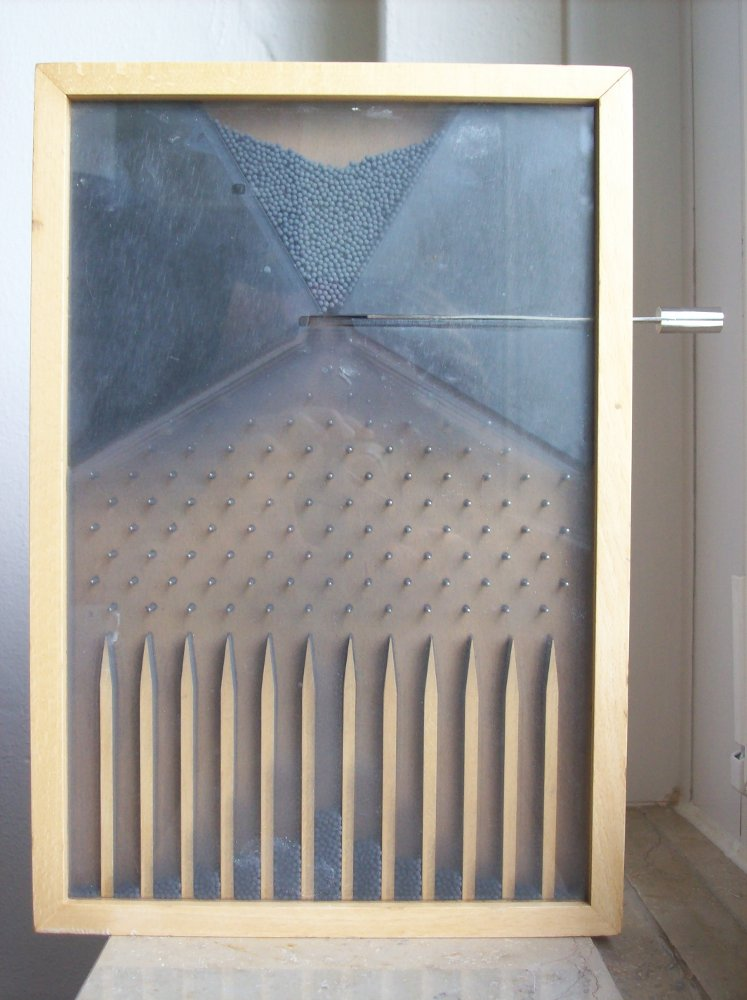
Galtonbrett mit fallenden Kugeln

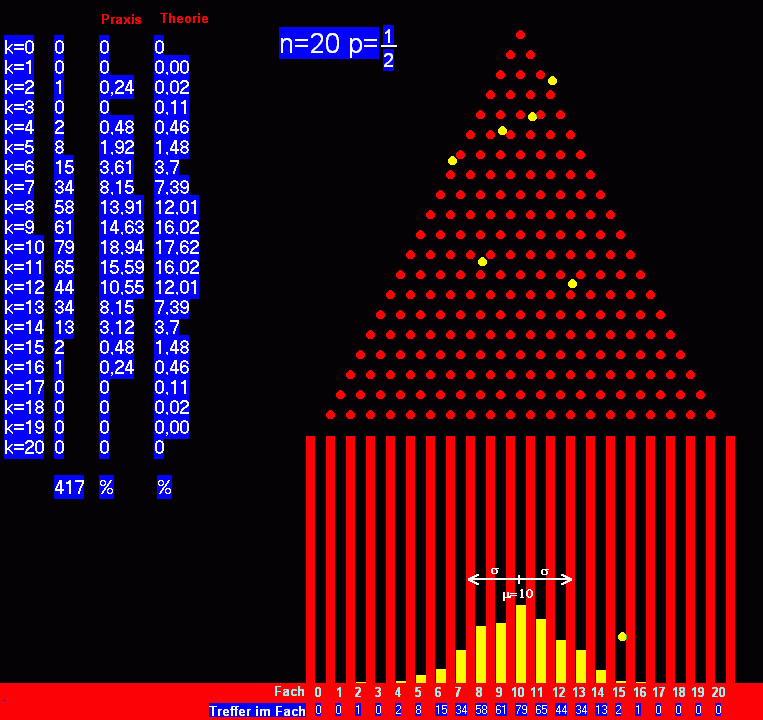
Beim Galton-Nagelbrett rollen Kugeln herab und werden an jedem Nagel nach links oder rechts abgelenkt. Dies ergibt eine Binomialverteilung

Ein Galtonbrett (nach Francis Galton), auch Zufallsbrett oder Galtonsches Nagelbrett genannt, ist ein mechanisches Modell zur Demonstration und Veranschaulichung der Binomialverteilung, einer Wahrscheinlichkeitsverteilung, die in vielen Zufallsexperimenten eine Rolle spielt.

## Konzept
Das Galtonbrett besteht aus einer regelmäßigen Anordnung von Hindernissen, an denen eine von oben eingeworfene Kugel jeweils nach links oder rechts abprallen kann. Nach dem Passieren der Hindernisse werden die Kugeln in Fächern aufgefangen, um dort gezählt zu werden.
Das Galtonbrett simuliert ein physikalisches Messgerät, dessen Messwerte verrauscht sind. Die horizontale Position der Kugel ist dabei der zu messende Wert, der am oberen Eingang noch exakt vorliegt, während er unten in einem der Fächer durch ein Rauschsignal verändert wurde. Die Hindernisse symbolisieren dabei kleine Störungen, die den Messwert positiv oder negativ beeinflussen können. In der Summe können sie zu einer größeren Störung anwachsen, sich aber auch zu Null addieren. Die Füllhöhen der Fächer geben am Ende Auskunft über die Häufigkeitsverteilung der verschiedenen Stärken der aufsummierten Störungen. Bei realen Messungen entspricht das zum Beispiel der Rauschverteilung eines elektrischen Signals, verursacht durch sehr viele sehr kleine Störsignale, die genauso positiv wie negativ beitragen können. Ein grundlegendes mathematisches Gesetz, der zentrale Grenzwertsatz, garantiert, dass eine nahezu beliebig zusammengesetzte Verteilung solcher sehr kleinen und sehr zahlreichen Einzelstörungen in der Summe gegen die glockenförmige gaußsche Normalverteilung konvergiert. Sind die Voraussetzungen für eine solche Rauschverteilung erfüllt, spricht man von gaußschem Rauschen. Bei einer endlichen Zahl von Störungen, wie beim Galtonbrett, erhält man die Binomialverteilung, die im Grenzwert vieler Störungen und vieler Fächer ebenfalls gegen die Normalverteilung konvergiert, siehe den Grenzwertsatz von Moivre-Laplace. Die statistischen Gesetzmäßigkeiten eines solchen zufälligen Messrauschens können anhand des Galtonbretts auf anschauliche Weise studiert und überprüft werden.

## Mathematische Betrachtung
Jedes Aufprallen einer Kugel auf eines der Hindernisse ist ein Bernoulli-Versuch. Die beiden möglichen Ausgänge sind „Kugel fällt nach links“ ({\displaystyle X=0}) und „Kugel fällt nach rechts“ ({\displaystyle X=1}).
Bei symmetrischem Aufbau ist die Wahrscheinlichkeit, nach links zu fallen, {\displaystyle P(X=0)=q={\tfrac {1}{2}}}, und die Wahrscheinlichkeit, nach rechts zu fallen, {\displaystyle P(X=1)=p={\tfrac {1}{2}}}. Durch einen unsymmetrischen Aufbau oder durch Schiefstellen des Bretts kann man auch einen anderen Wert für {\displaystyle p} erreichen, wobei aber natürlich weiterhin {\displaystyle q=1-p} ist, denn die Kugeln, die nicht nach rechts fallen, fallen nach links. Dieser Fall wird weiter unten besprochen.
Indem die Kugel nach dem Passieren des ersten Hindernisses auf ein neues trifft, bei dem die gleichen Voraussetzungen gelten, wird hier ein weiterer Bernoulli-Versuch durchgeführt. Das Durchlaufen des ganzen Gerätes ist also eine mehrstufige Bernoulli-Kette, wobei die Zahl der waagerechten Reihen von Hindernissen die Länge dieser Kette ist. Im dargestellten Bild handelt es sich demnach um eine viermalige Wiederholung eines Bernoulli-Versuchs, d. h. eine Bernoulli-Kette der Länge 4.
Man kann nun berechnen, mit welcher Wahrscheinlichkeit eine Kugel in ein bestimmtes Fach fällt. Bei nur einem Hindernis A ist die Wahrscheinlichkeit 1/2 für links und für rechts, oder anders formuliert, im Mittel fällt die Hälfte aller Kugeln nach rechts und die Hälfte nach links. Damit trifft jeweils die Hälfte der Kugeln auf B und die andere Hälfte auf C, wo sie sich wieder mit gleichen Wahrscheinlichkeiten nach links und rechts aufteilen. Damit fällt aber nur noch 1/4 der Kugeln an B nach links, 1/4 an C nach rechts, und jeweils 1/4 von links und von rechts in den Zwischenraum zwischen B und C. Hier addieren sich die Wahrscheinlichkeiten also, und 1/4 + 1/4 = 2/4 fällt in der Mitte zwischen B und C hindurch.
Anhand der Abbildung kann man weiter verfolgen, wie der Strom der Kugeln sich an jeder Hindernisreihe aufteilt und sich andererseits in jedem Zwischenraum zwischen zwei benachbarten Hindernissen wieder vereinigt. An der nächsten wird man daher mit Achteln, an der übernächsten mit Sechzehnteln des Gesamtbestandes rechnen müssen.
Die sich so ergebenden Wahrscheinlichkeiten nach der letzten Aufteilung und Vereinigung an der untersten Hindernisreihe G, H, I, J sind die Wahrscheinlichkeiten, mit denen die Kugeln in die Fächer R, S, T, U, V fallen.
Im Beispiel haben alle diese Wahrscheinlichkeiten den Nenner 16, da es 4 Reihen von Hindernissen sind 16 = 24. Die Zähler ergeben sich durch Addieren der Zähler in der Reihe darüber, was der Vereinigung der Kugelströme in den Zwischenräumen entspricht. Damit ergibt sich folgendes Schema für die Wahrscheinlichkeiten:
```
                  Zähler:        Nenner:
    Reihe 0:         1           1 → =2^0
          1:        1,1          2 → =2^1
          2:       1,2,1         4 → =2^2
          3:      1,3,3,1        8 → =2^3
          4:     1,4,6,4,1      16 → =2^4
```

Man erkennt, dass die Zähler die Binomialkoeffizienten sind, denn sie entstehen nach dem Schema des pascalschen Dreiecks. Die Nenner sind Potenzen von 2, sie folgen aus der Wahrscheinlichkeit {\displaystyle p=q=1/2}, nach rechts bzw. links zu fallen.
Die Fächer R, S, T, U, V kann man danach nummerieren, wie oft eine Kugel nach rechts fallen muss, um das jeweilige Fach zu erreichen. Damit bekommt Fach R die Nummer 0, denn eine Kugel, die in R landet, ist keinmal nach rechts gefallen, sondern immer nur nach links. Fach S hat die Nummer 1, denn eine Kugel, die hier landet, ist genau einmal nach rechts gefallen, und zwar in der ersten, zweiten, dritten oder vierten Reihe, aber jedenfalls nur dieses eine Mal. Entsprechend bekommen die anderen Fächer die Nummern 2, 3, und 4.

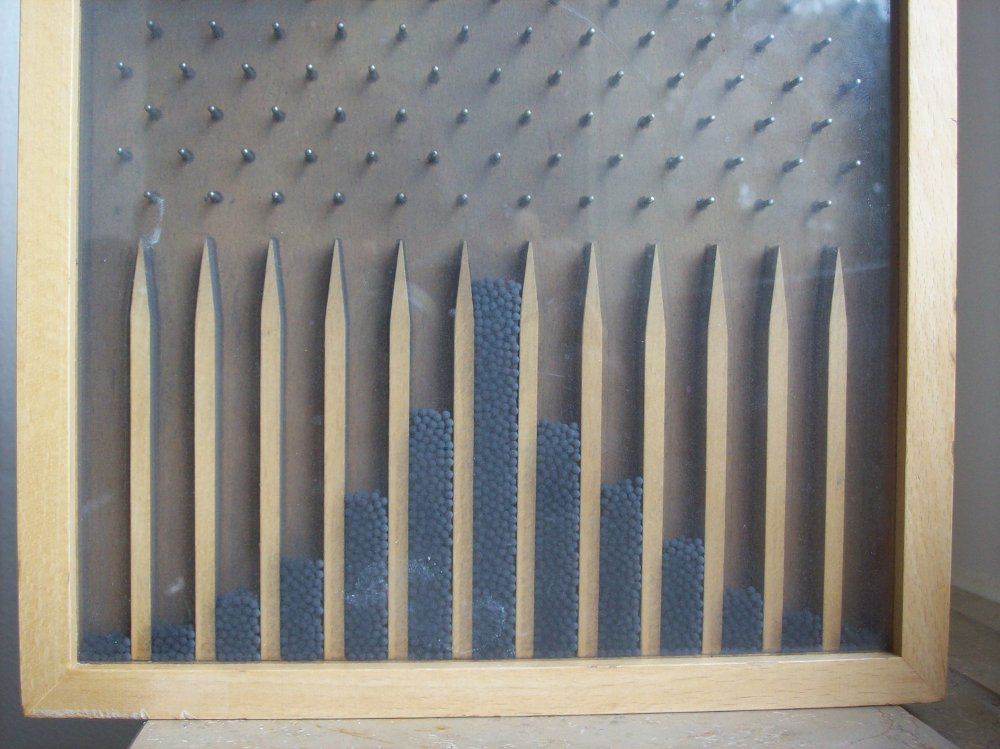
Das Ergebnis ähnelt einer Binomialverteilung. Da hier die Hohlräume zwischen den Hindernissen im Vergleich zu den Kugeln zu groß gewählt sind, werden manche Kugeln nicht abgelenkt. Dadurch ist das Ergebnis verfälscht und der mittlere Balken wirkt zu hoch.

Die Wahrscheinlichkeit, in das Fach 0 zu fallen, ist
{\displaystyle B(0)=1\cdot \left({\frac {1}{2}}\right)^{4}={\frac {1}{16}}.}
Die Wahrscheinlichkeit, in das Fach 1 zu fallen, ist
{\displaystyle B(1)=4\cdot \left({\frac {1}{2}}\right)^{4}={\frac {4}{16}}.}
Ebenso folgt:
{\displaystyle B(2)=6\cdot \left({\frac {1}{2}}\right)^{4}={\frac {6}{16}},}
{\displaystyle B(3)=4\cdot \left({\frac {1}{2}}\right)^{4}={\frac {4}{16}},}
{\displaystyle B(4)=1\cdot \left({\frac {1}{2}}\right)^{4}={\frac {1}{16}}.}
Allgemein gilt für das Fach {\displaystyle k}:
{\displaystyle B(k)={4 \choose k}\cdot \left({\frac {1}{2}}\right)^{4}={4 \choose k}\cdot {\frac {1}{16}}.}
Hierin ist {\displaystyle {4 \choose k}} der Binomialkoeffizient in Reihe 4, Spalte {\displaystyle k} des Pascalschen Dreiecks. Die Spalten sind die Nummern der Fächer, beginnen also mit 0.
Für die Wahrscheinlichkeiten der ersten sechs Reihen ergibt sich folgendes Schema:
{\displaystyle {\tfrac {1}{1}}}

{\displaystyle {\tfrac {1}{2}}\quad {\tfrac {1}{2}}}

{\displaystyle {\tfrac {1}{4}}\quad {\tfrac {2}{4}}\quad {\tfrac {1}{4}}}

{\displaystyle {\tfrac {1}{8}}\quad {\tfrac {3}{8}}\quad {\tfrac {3}{8}}\quad {\tfrac {1}{8}}}

{\displaystyle {\tfrac {1}{16}}\quad {\tfrac {4}{16}}\quad {\tfrac {6}{16}}\quad {\tfrac {4}{16}}\quad {\tfrac {1}{16}}}

{\displaystyle {\tfrac {1}{32}}\quad {\tfrac {5}{32}}\quad {\tfrac {10}{32}}\quad {\tfrac {10}{32}}\quad {\tfrac {5}{32}}\quad {\tfrac {1}{32}}}

{\displaystyle {\tfrac {1}{64}}\quad {\tfrac {6}{64}}\quad {\tfrac {15}{64}}\quad {\tfrac {20}{64}}\quad {\tfrac {15}{64}}\quad {\tfrac {6}{64}}\quad {\tfrac {1}{64}}}

Verallgemeinert man die Formel weiter auf ein Galtonbrett mit {\displaystyle n} Hindernisreihen, also auf eine Bernoulli-Kette der Länge {\displaystyle n}, so wird gelten:
{\displaystyle B(k,n)={n \choose k}\cdot \left({\frac {1}{2}}\right)^{n}={n \choose k}\cdot {\frac {1}{2^{n}}}}.

## Verallgemeinerung
Zur weiteren Verallgemeinerung stellt man sich nun ein unsymmetrisches Galtonbrett vor, bei dem die Wahrscheinlichkeiten für links und rechts nicht gleich groß sind. Die Kugeln fallen mit der Wahrscheinlichkeit {\displaystyle p} nach rechts und mit {\displaystyle q=1-p} nach links.
Dann landen sie in Fach 0 mit der Wahrscheinlichkeit {\displaystyle q^{4}} statt {\displaystyle \left({\tfrac {1}{2}}\right)^{4}}, denn sie müssen immer noch viermal nach links fallen, tun dies aber nun jeweils mit der Wahrscheinlichkeit {\displaystyle q}.
Im ganz rechten Fach landen sie mit der Wahrscheinlichkeit {\displaystyle p^{4}}, denn dafür müssen sie viermal nach rechts fallen, was sie mit jeweils der Wahrscheinlichkeit {\displaystyle p} tun.

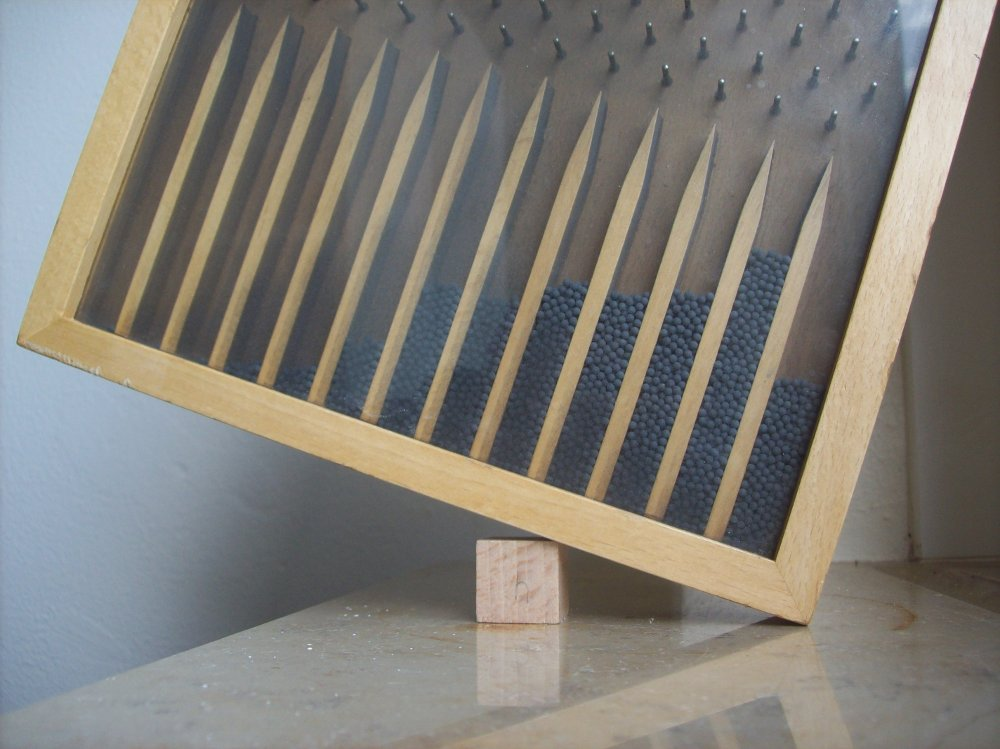
Ergebnis bei gekipptem Galtonbrett, hier beträgt die Wahrscheinlichkeit p ca. 0,9.

Für die anderen Fächer müssen sie der Nummer {\displaystyle k} entsprechend {\displaystyle k} mal nach rechts und die übrigen Male {\displaystyle 4-k} nach links fallen. Dies tun sie mit den Wahrscheinlichkeiten {\displaystyle p^{k}} bzw. {\displaystyle q^{4-k}=(1-p)^{4-k}}. Was sich dabei nicht ändert, sind die Vereinigungen der Kugelströme in den Zwischenräumen. Die Binomialkoeffizienten bleiben also unberührt. Die allgemeine Formel für ein 4-reihiges Galtonbrett mit der Wahrscheinlichkeit {\displaystyle p}, nach rechts zu fallen, lautet daher:
{\displaystyle B(k,p,4)={4 \choose k}\cdot p^{k}\cdot q^{4-k}={4 \choose k}\cdot p^{k}\cdot (1-p)^{4-k}.}
Und für die allgemeine Formel eines entsprechend {\displaystyle n}-reihigen Brettes folgt schließlich:
{\displaystyle B(k,p,n)={n \choose k}\cdot p^{k}\cdot q^{n-k}={n \choose k}\cdot p^{k}\cdot (1-p)^{n-k}.}
Dies ist dann genau die Binomialverteilung einer Bernoulli-Kette der Länge {\displaystyle n} mit {\displaystyle P(1)=p} und {\displaystyle P(0)=q=1-p}.

## Trivia
Das Brettspiel Galtoni beruht auf einem Galtonbrett mit mehreren Eingängen an der oberen Seite. Kombiniert ist es mit den Gewinnregeln von Vier gewinnt.